# Тратуро II (Л'Аквила)
Тратуро II (итал. Tratturo II) је насеље у Италији у округу Л'Аквила, региону Абруцо.
Према процени из 2011. у насељу је живело 39 становника. Насеље се налази на надморској висини од 389 м.